# Municipio de Elizabeth (condado de Allegheny)
El municipio de Elizabeth (en inglés: Elizabeth Township) es un municipio ubicado en el condado de Allegheny en el estado estadounidense de Pensilvania. En el año 2000 tenía una población de 13 839 habitantes y una densidad poblacional de 237.0 personas por km².

## Geografía
El municipio de Elizabeth se encuentra ubicado en las coordenadas 40°16′50″N 79°49′40″O / 40.28056, -79.82778.

## Demografía
Según la Oficina del Censo en 2000 los ingresos medios por hogar en la localidad eran de $42 463 y los ingresos medios por familia eran $50 740. Los hombres tenían unos ingresos medios de $41 145 frente a los $25 988 para las mujeres. La renta per cápita para la localidad era de $20 904. Alrededor del 6,6% de la población estaban por debajo del umbral de pobreza.